# 浄智寺

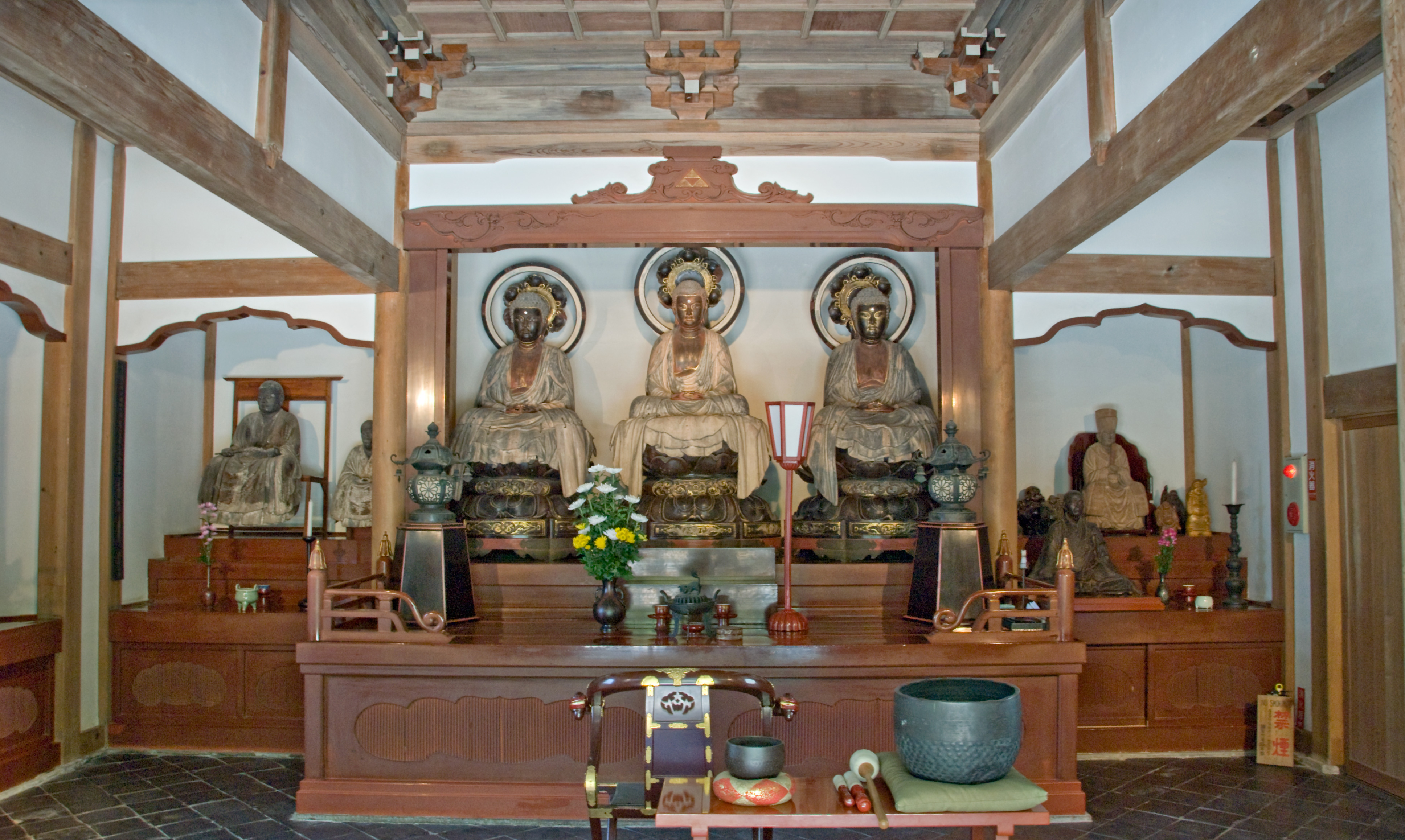
仏殿内部の三世仏

浄智寺（じょうちじ）は、神奈川県鎌倉市山ノ内にある禅宗の寺院。臨済宗円覚寺派に属する。山号は金宝山。鎌倉五山第四位。本尊は阿弥陀如来・釈迦如来・弥勒如来の三世仏で、それぞれ過去・現在・未来を象徴する。境内は「浄智寺境内」として国の史跡に指定されている。また、建長寺などとともに神奈川県の歴史的風土特別保存地区に指定されている。

## 歴史
鎌倉幕府第5代執権・北条時頼の3男である北条宗政の菩提を弔うために、弘安4年（1281年）に創建された。開基は宗政の子・北条師時としたが、当時の師時は8歳であり、実際には宗政の妻と兄・北条時宗による創建である。開山は日本人僧の南州宏海が招かれるが、宏海は尊敬する宋出身の高僧兀庵普寧と導師の大休正念を開山にして自身は準開山になる。なお兀庵普寧は文永2年（1265年）に中国に帰国し、浄智寺開山の7年前に没している。
その後、高峰顕日や夢窓疎石らの名僧が住持し、最盛期には七堂伽藍を備え、塔頭も11寺院に達した。元亨3年（1323年）の北条貞時13年忌には浄智寺からの参加僧衆は224人に達したと記録にあり、当時浄智寺の総人員は僧侶以外も加えると500人ほどに及んだとみられる。発掘調査では谷戸のずっと奧、天柱峠のすぐ下あたりまで人の手の加わった跡があり、おそらくは現在の円覚寺の規模に近いものがあったと思われる。
鎌倉幕府滅亡後も寺勢は衰えず、延文元年（1356年）には火災で創建時の伽藍を失うが、室町時代には諸堂が建ち並び、塔頭も11院を擁す大きな寺院で、上杉禅秀の乱のあとの応永24年（1417年）に足利持氏が鎌倉に戻ったとき、まず浄智寺に入り2か月以上滞在した。また持氏の子・永寿王（後の足利成氏）が宝徳元年（1449年）に鎌倉に入ったときも浄智寺に滞在したなども寺の規模の大きさを示している。
しかし、15世紀半ばころから都市鎌倉そのものの衰亡と足並みをそろえて徐々に荒廃し、なお江戸時代末まで塔頭8院を維持したが、大正12年（1923年）の関東大震災でその大部分が倒壊し、今日の伽藍は概ね昭和になってから復興された。

## 境内

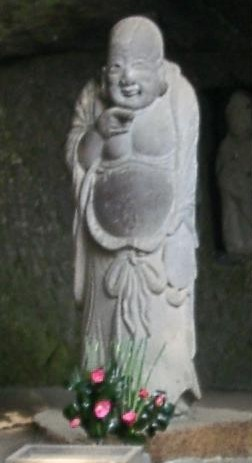
布袋像

東慶寺の東、建長寺の西南の谷戸（やと。鎌倉に多い山あいの狭小平地のこと）に位置し、参道は砂岩の一種である鎌倉石で舗装されている。重層一間一戸の鐘楼門は、上層が鐘楼を兼ねている珍しい形式のもので、花頭窓をあしらった中国風の意匠が特徴である（近年、この門は全面的に改築されてまったく新しくなった）。この門をくぐったところに、本尊の三世仏を安置する曇華殿（仏殿）がある。境内は樹木が豊かで竹林もあり、起伏に富み絶壁状の部分には、鎌倉周辺地域でみられる「やぐら」とよばれる横穴がいくつも掘られ、石仏や石塔が安置されている。鎌倉江ノ島七福神の一である布袋像、観音像を祀るやぐら（洞窟）もある。本堂の裏の墓地には、澁澤龍彦の墓がある。澁澤龍彦の本名は龍雄であるが、墓には龍彦と刻まれている。
境内入り口にある湧き水は鎌倉十井のひとつ「甘露の井」である。また、寺の裏山からは源氏山に抜けられる。
寺域は全山が1966年（昭和41年）2月28日、国の史跡に指定されている。
- 山門 - 扁額の「寶所在近」（ほうしょざいきん）は、円覚寺開山の無学祖元の筆とされる[5]。
- 甘露の井 - 山門前の太鼓橋の側にあり、鎌倉十井の一つ[3]。
- 鐘楼門 - 2007年再建。神奈川県指定有形文化財の銅鐘がある[6]。
- 仏殿（本堂） - 雲華殿とよばれ、本堂木像三世仏坐像（神奈川県指定有形文化財）を祀る[3]。曇華殿後方に鎌倉三十三観音の一つ観音菩薩像が祀られている。[5]
- 書院 - 1924年（大正13年）建立[5]。茅葺。
- 茶室

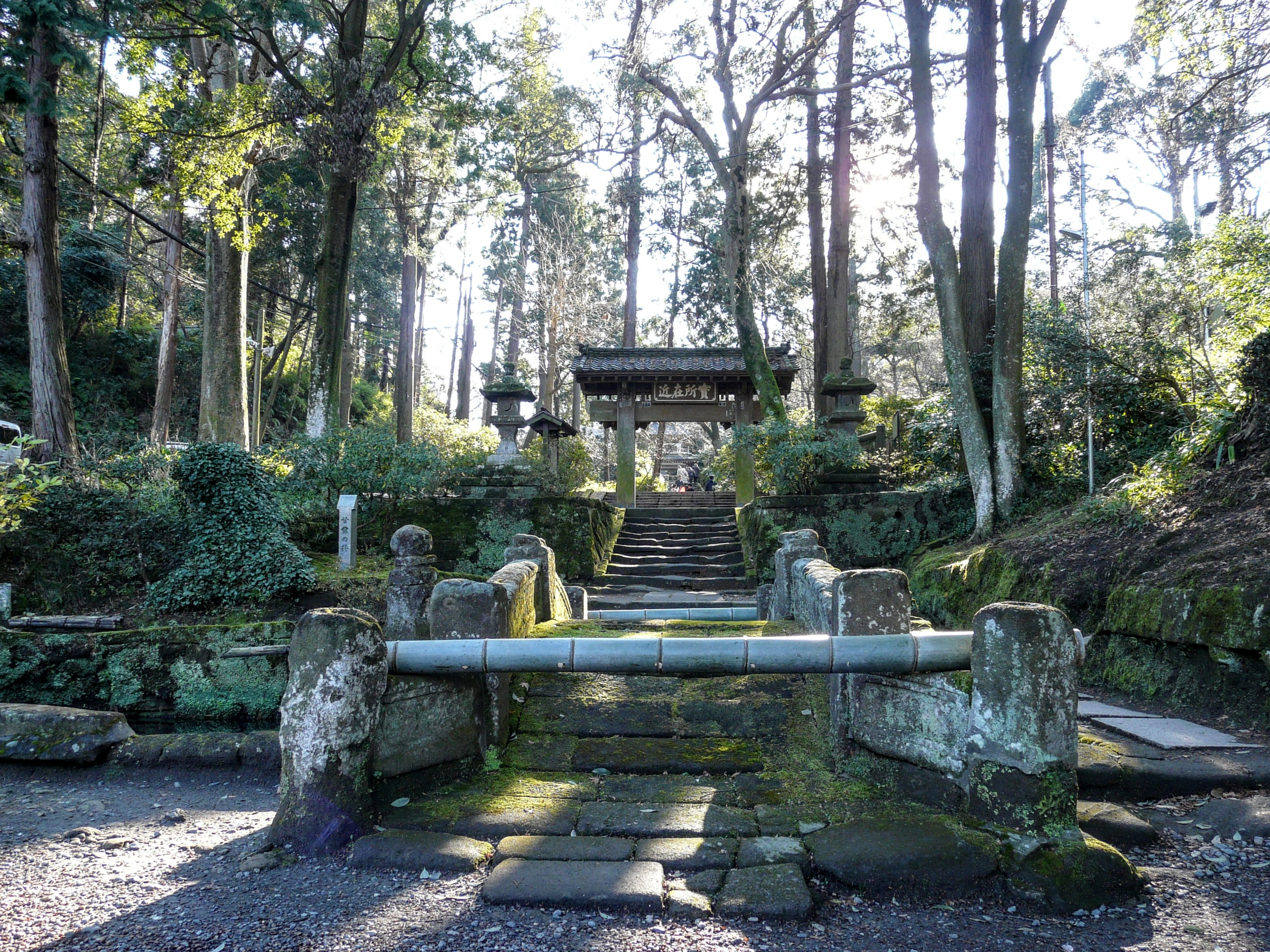
太鼓橋と山門
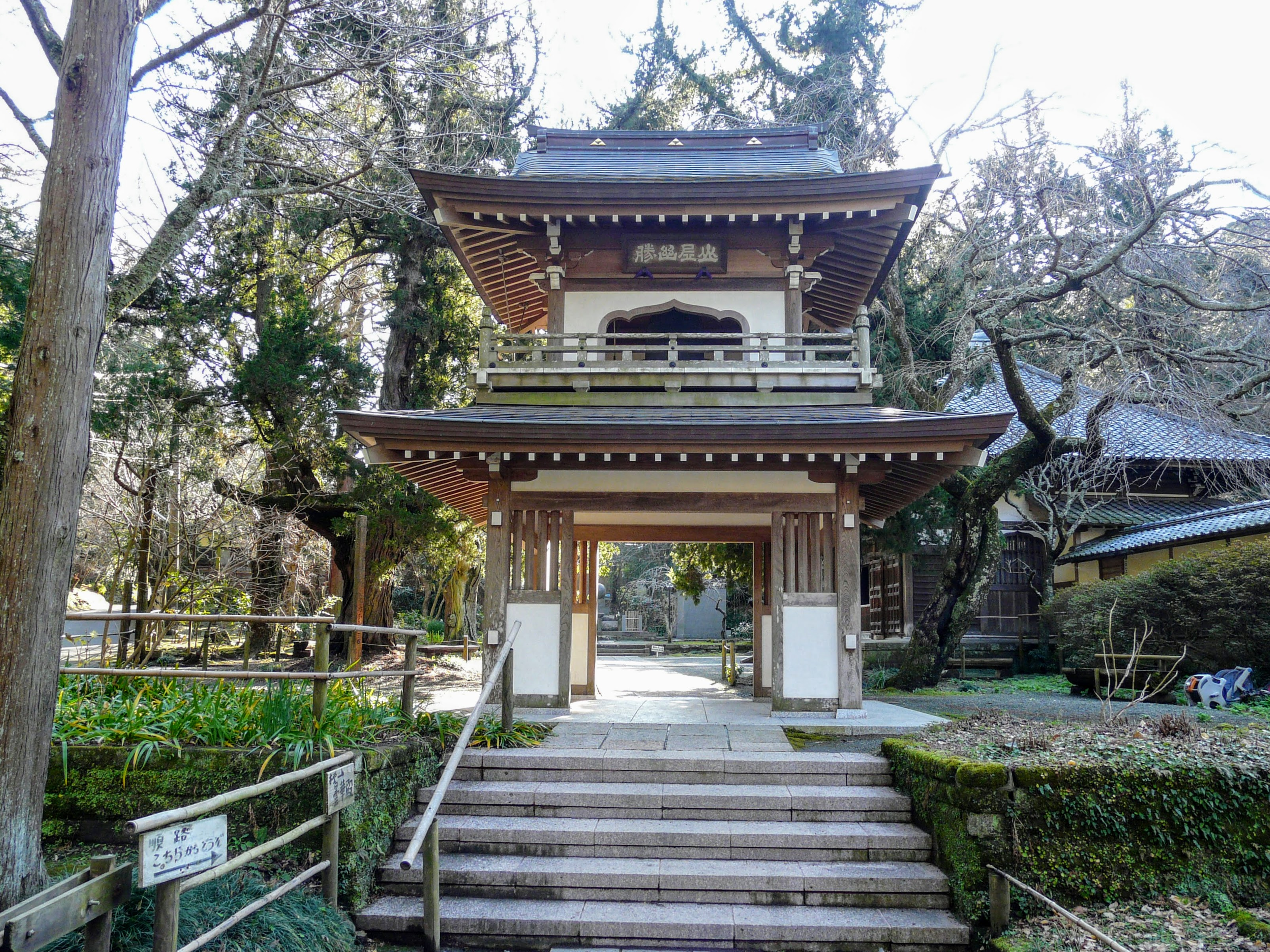
鐘楼門
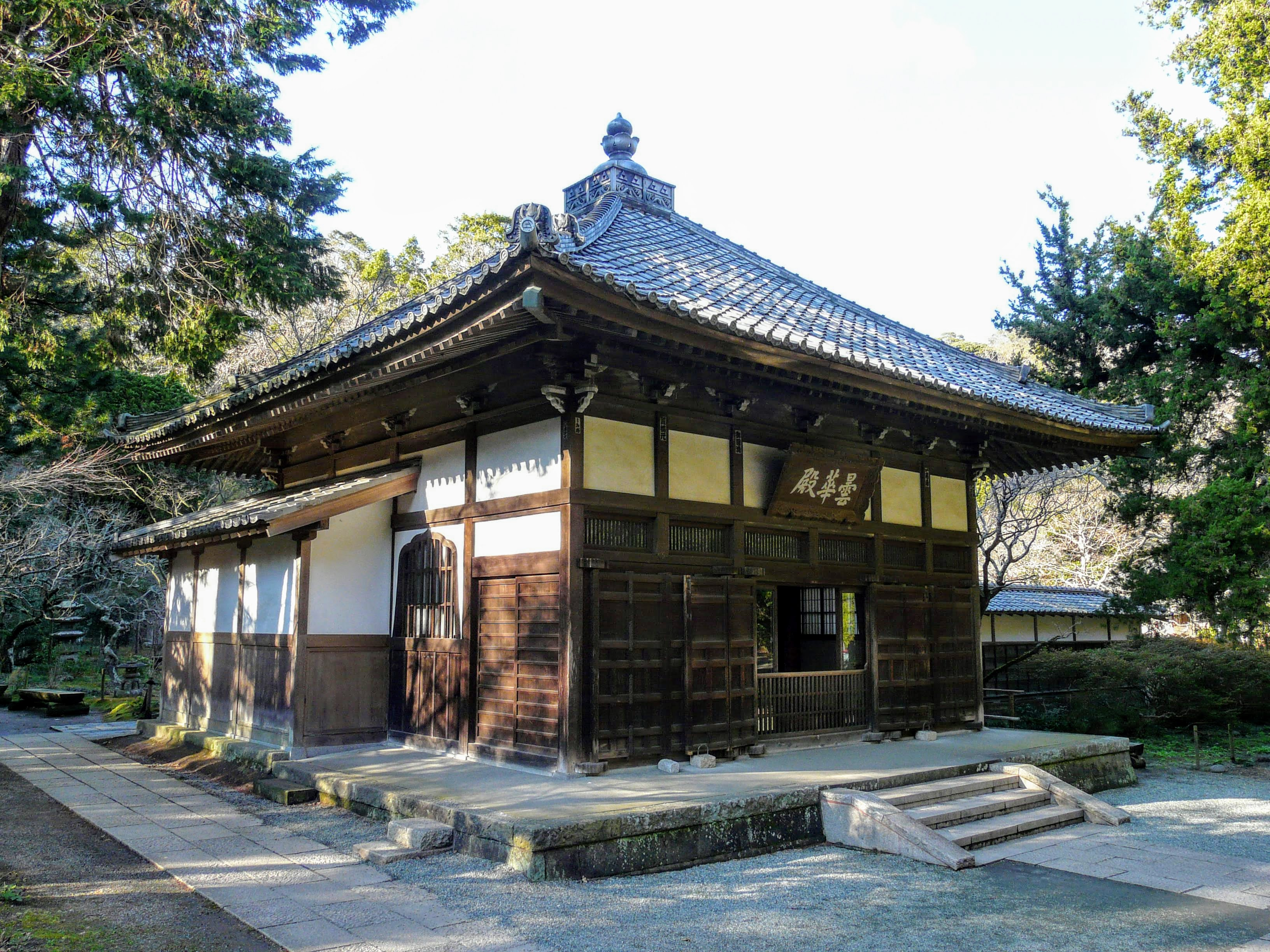
仏殿（本堂）
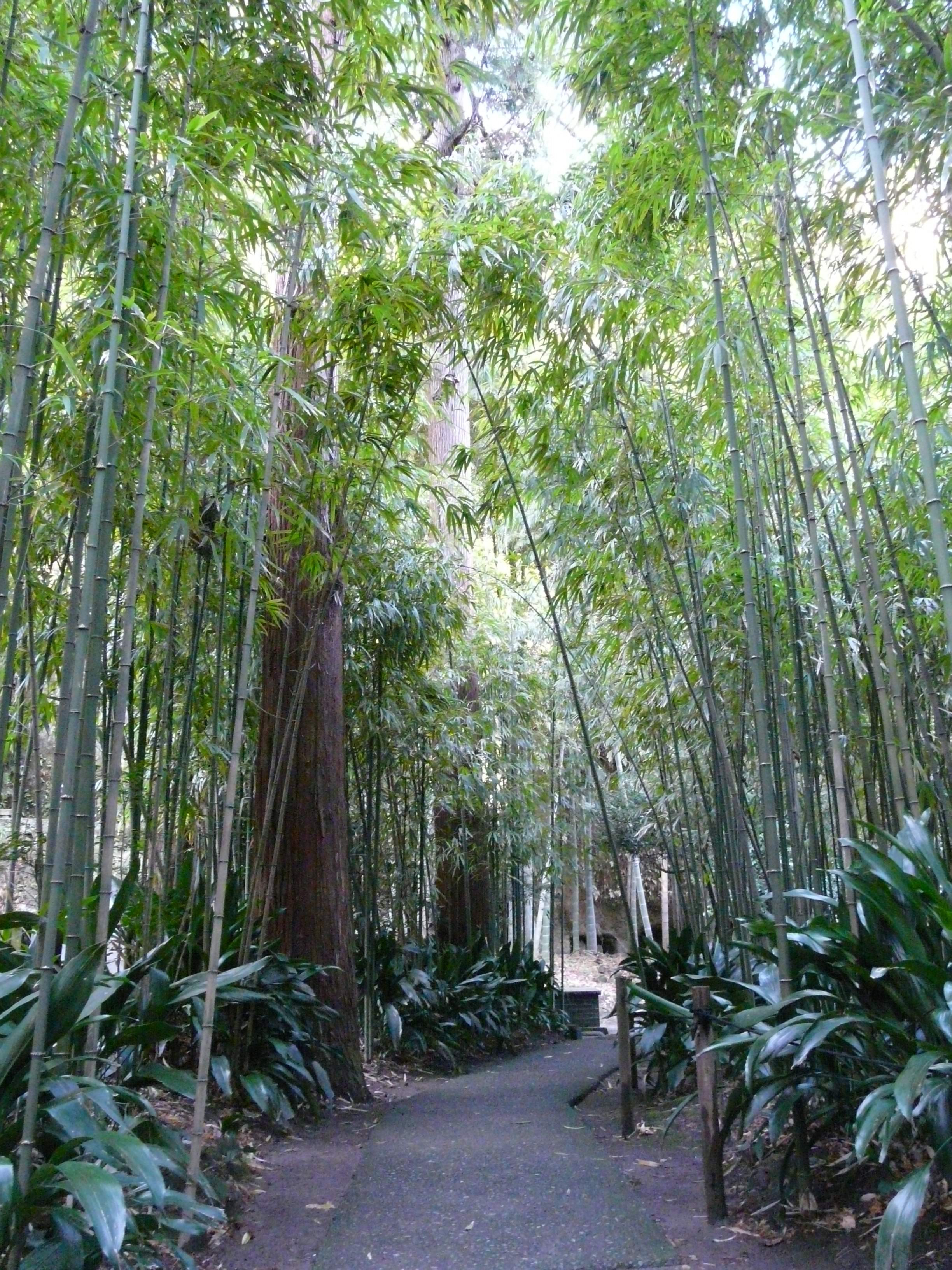
竹林
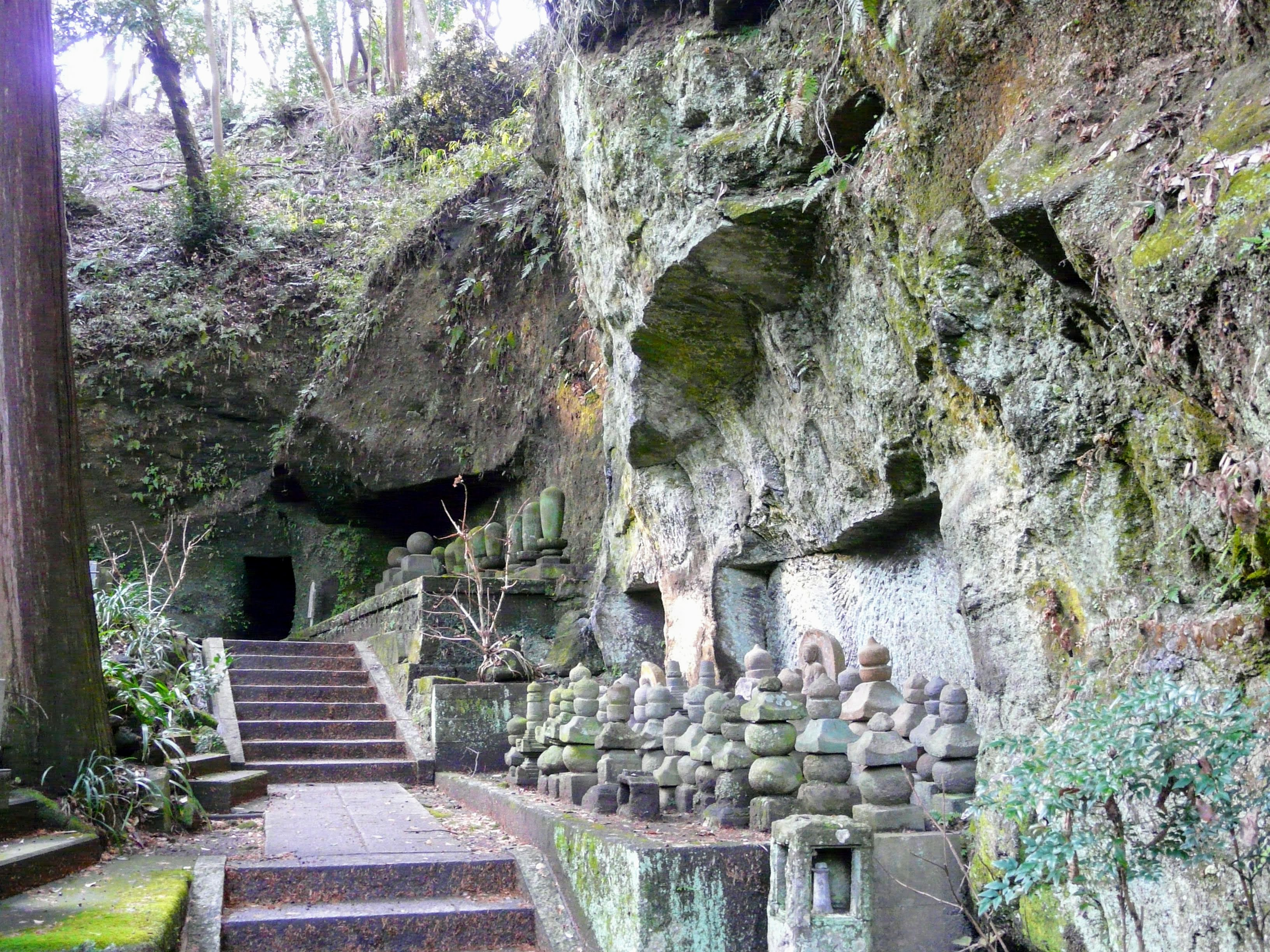
やぐらと石塔群
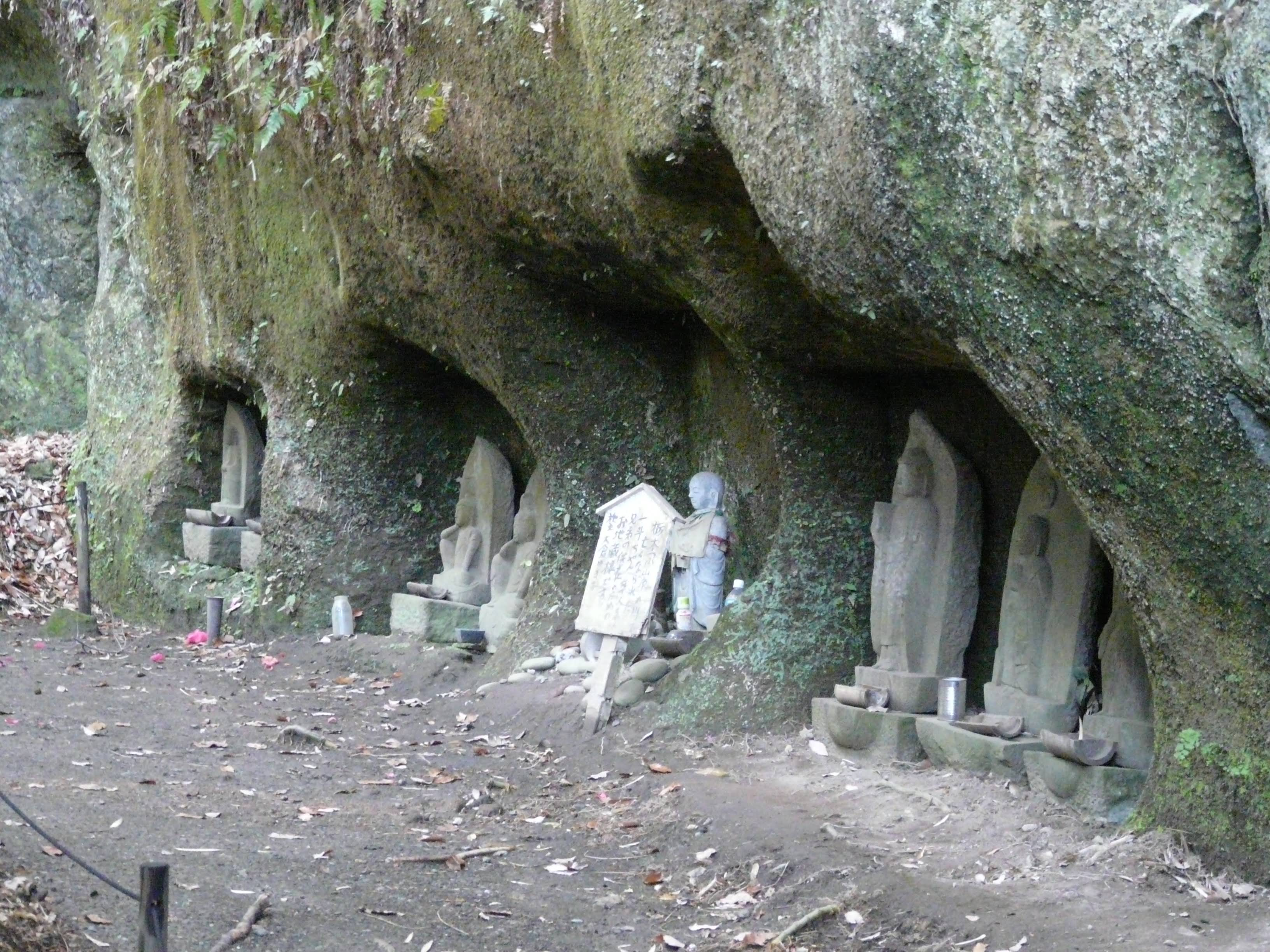
やぐら（横穴）と石仏
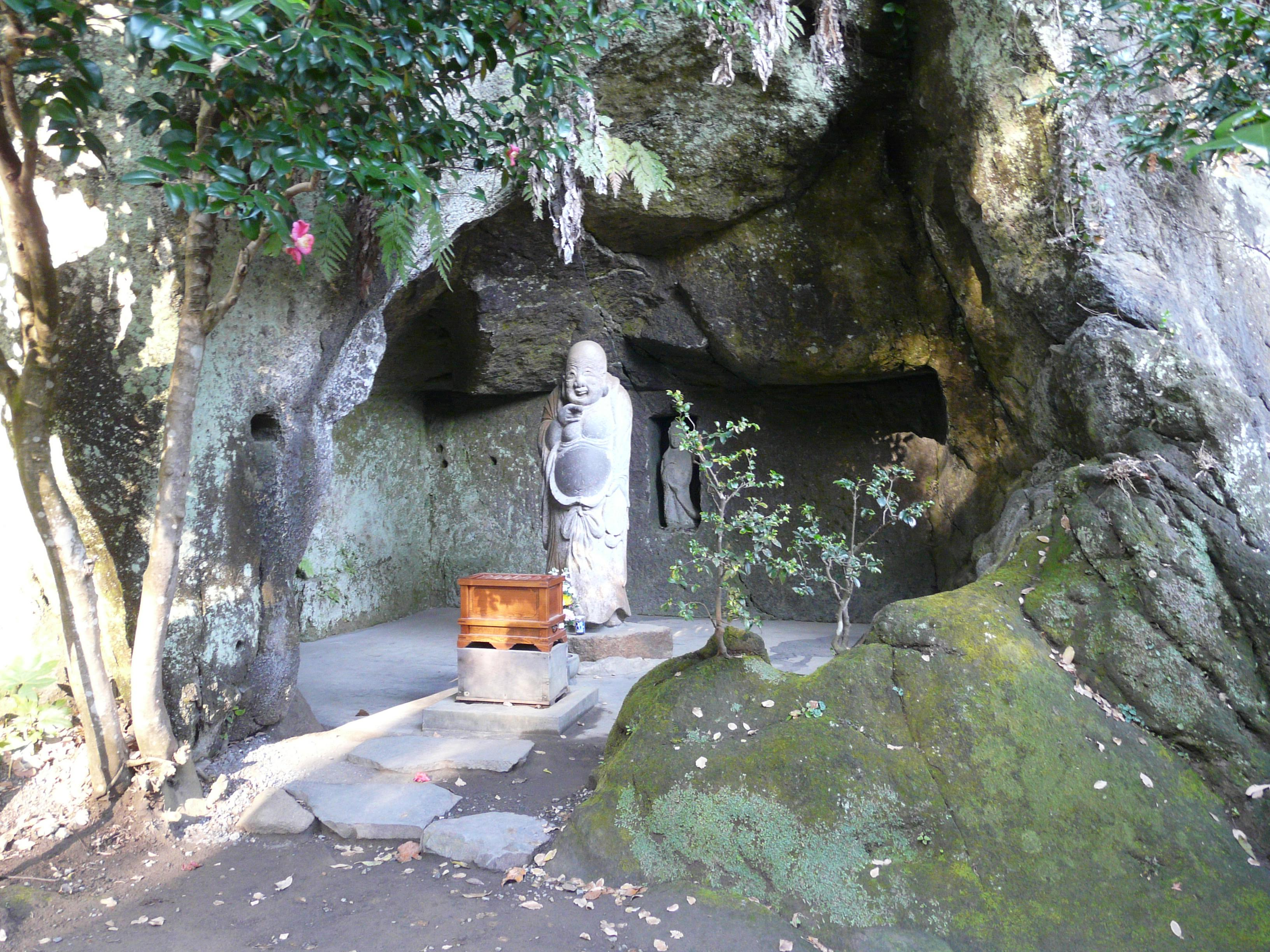
やぐらの中の布袋像
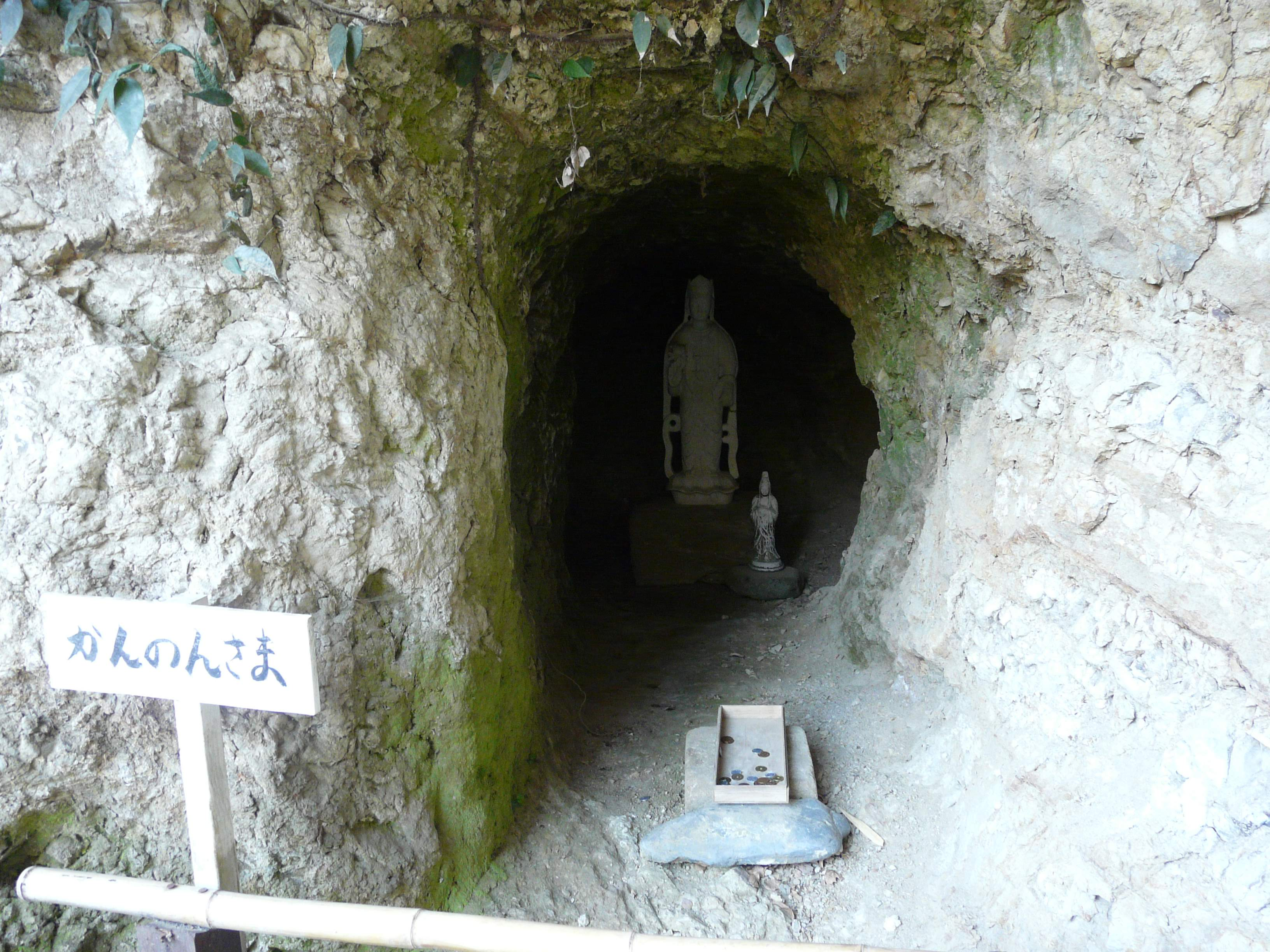
やぐらの中の観音像

## 南州宏海禅師の法系「宗覚派」
(南州下)
1. 兀庵普寧禅師（大宋特賜　宗覚禅師・建長寺第二世）
2. 南州宏海禅師（浄智寺開山）
3. 天外志高禅師（円覚住持）

(東巌下)
1. 兀庵普寧禅師（大宋特賜　宗覚禅師・建長寺第二世）
2. 東巌慧安禅師（勅諡　宏覚禅師・正傳寺開山）
3. 法位円性禅師（正傳寺住持）
4. 在庵円有禅師（福海寺開山・正傳寺住持）
5. 無價掌珍禅師（京都萬寿寺住持・筑前聖福寺住持・福海寺住持）
6. 汝舟川方禅師（南禅寺住持・福海寺住持）
7. 吉州川祥禅師（天龍寺住持・福海寺住持）　蔵春禅厚禅師（願成寺住持・福海寺住持）　月窓興修禅師（萬寿寺住持・福海寺住持）

## 文化財

### 重要文化財
彫刻
- 木造地蔵菩薩坐像 - 指定年月日：1899年（明治32年）8月1日[7]。

寄木造、右手に錫杖、左手に宝珠を持つ坐像。鎌倉時代後期の作。鎌倉国宝館に寄託。
古文書
- 紙本墨書西来庵修造勧進状 - 指定年月日：1925年（大正14年）4月24日[8]。

建長寺塔頭の再建費用を集めるため、建長寺に住したことのある玉隠が永正13（1516年）に書いたもの。鎌倉国宝館に寄託。

### 国の史跡
- 浄智寺境内 - 指定年月日：1966年（昭和41年）2月28日[9]。

社寺の跡又は旧境内その他祭祀信仰に関する遺跡として指定されている。

### 神奈川県指定文化財
彫刻
- 木造三世仏坐像 三軀 - 種別：彫刻。指定年月日：1985年（昭和60年）11月29日[6]。

当寺の本尊で、向かって左より阿弥陀如来、釈迦如来、弥勒如来で、過去・現在・未来を表す（弥勒菩薩は、未来仏としては弥勒如来とよばれる）。寄木造、玉眼、肉身部漆地 漆箔、着衣部彩色がされている。衣の裾を台座に長く垂らした、鎌倉地方に多く見られる様式で室町時代中期の作。裳裾の表現などに、同時代の覚園寺薬師如来三尊像などとの共通性が見られる。
工芸
- 銅鐘 - 指定年月日：1969年（昭和44年）12月2日[6]。

暦応三年（1340年）鋳物師大工大和権守光連銘がある。山門の二階に懸かっている。

### 鎌倉市指定文化財
絵画
- 紙本墨画 白描菩薩図像 1幅 - 指定年月日： 1989年（平元年）10月12日[10]。

彫刻
- 木造 韋駄天立像 - 指定年月日：昭和60年10月12日[11]。

室町時代前期の作だが、顔や両手は江戸時代の補作である。冑には鎌倉地方特有の土を練って型に入れて貼り付けて刺繍のような装飾を効果を出す土紋装飾が施されている。鎌倉国宝館に寄託中。
- 木造 聖観音菩薩立像 - 指定年月日：2006年（平成18年）11月２日[12]。

工芸
- 木造 今上牌 1基 - 指定年月日：1989年（平成元年）10月12日[13]。

天然記念物
- コウヤマキ 1株 - 指定年月日：1963年（昭和38年）7月17日[14]。
- タチヒガン（エドヒガン） 2株 - 指定年月日：1972年（昭和47年）12月12日[14]。

「かながわ名木100選」に選定され、2007年（平成19年）時点の調査で、樹齢140年、樹高21.6ｍ、幹周2.42ｍ。
- ビャクシン 3株 - 指定年月日：1973年（昭和48年）4月11日[14]。

### その他寺宝
- 木造達磨大師像 - 14世紀から15世紀ごろの作[3]。
- 木造大休正念像 - 14世紀ごろの作[3]。
- 木造南州宏梅像 - 14世紀から15世紀ごろの作[3]。
- 木造観音菩薩立像 - 南北朝時代の作。三門の上層に五百羅漢像と共に祀られていたもの[3]。

## かつてあった塔頭
- 楞伽院 - 竺仙梵僊が建立した寺。

## 交通アクセス
- 横須賀線（JR東日本）北鎌倉駅から徒歩10分

## 関連項目

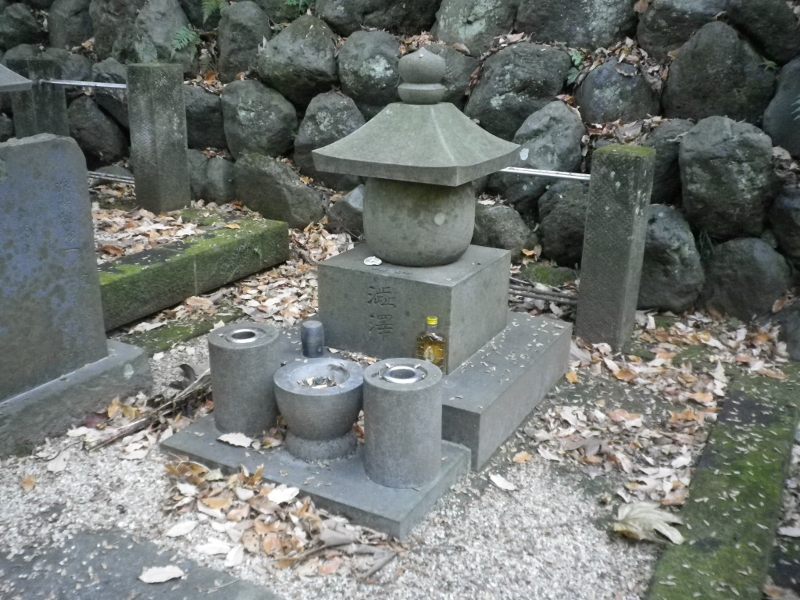
澁澤龍彦の墓